# Acanthopharynx micans
Acanthopharynx micans är en rundmaskart som först beskrevs av Eberth 1873.  Acanthopharynx micans ingår i släktet Acanthopharynx och familjen Desmodoridae. Inga underarter finns listade i Catalogue of Life.